# Concile de Lillebonne
Le concile de Lillebonne est une réunion des nobles et du clergé de Normandie où a été approuvée, entre autres, l'expédition en Angleterre de Guillaume le Conquérant, alors duc de Normandie. Il s'est tenu à Lillebonne, dans le nord-est de la Normandie. Wace, historien du XIIe siècle, a relaté ce concile, convoqué peu avant l'expédition proprement dite, probablement en janvier 1066. Guillaume de Poitiers, chroniqueur de l'invasion normande, affirme que le duc a également obtenu le consentement du pape Alexandre II pour l'invasion, ainsi qu'une bannière papale.
Le concile, également appelé concile normand et assemblée de Lillebonne, a eu pour origine le refus d'Harold de renoncer à la couronne d'Angleterre. Deux conciles sont tenus : un concile restreint composé de conseillers de confiance et un concile élargi pour discuter du projet de conquête. Des parents et des alliés de Guillaume y participent, y compris de nombreux compagnons avérés de Guillaume :
- Robert, comte de Mortain, demi-frère de Guillaume
- Guillaume Fitz Osbern, 1er comte de Hereford, cousin de Guillaume et compagnon avéré, fervent défenseur de l'invasion qui convainc les sceptiques que la mission est réalisable
- Odon, évêque de Bayeux, demi-frère de Guillaume
- Odon, comte de Champagne, beau-frère de Guillaume
- Richard, comte d'Évreux, père de Guillaume, comte d'Évreux compagnon avéré
- Hugues d'Eu, évêque de Lisieux, frère du traître Busac
- Roger de Beaumont, vainqueur du tourmenteur de Guillaume Roger Ier de Tosny, qui conseille Guillaume mais ne participera pas à l'invasion en raison de son âge avancé
- Raoul IV de Conches, petit-fils de Roger de Tosny
- Hugues de Grandmesnil, compagnon avéré de Guillaume, initialement banni mais réintégré
- Roger de Montgommery, 1er comte de Shrewsbury, qui avait auparavant maudit Guillaume
- Walter Giffard, seigneur de Longueville, compagnon connu de Guillaume
- Hugues de Montfort, seigneur de Montfort-sur-Risle, compagnon connu de Guillaume
- Guillaume de Warenne, 1er comte de Surrey .

Sous l'emprise de William FitzOsbern, le concile approuve les plans d'invasion. Guillaume de Poitiers relate néanmoins un débat entre nobles et soutiens sur la question de savoir s'il fallait prendre le risque d'une invasion de l'Angleterre. Bien qu'une réunion formelle ait probablement eu lieu, il est peu probable qu'il y ait eu un débat significatif, car le duc avait alors établi sa domination sur ses nobles, et les membres de l'assemblée voulaient assurer leur part des profits de la conquête de l'Angleterre.